# سارا فليتشير
سارا فليتشير (بالإنجليزية: Sara Fletcher)‏ هي ممثلة أمريكية، ولدت في 12 يناير 1983 في أوهايو في الولايات المتحدة.

## أعمال

### أفلام
- (2016) سوء تصرف

## وصلات خارجية
- سارا فليتشير على موقع IMDb (الإنجليزية)
- سارا فليتشير على موقع ألو سيني (الفرنسية)
- سارا فليتشير على موقع أول موفي (الإنجليزية)
- سارا فليتشير على موقع قاعدة بيانات الفيلم (الإنجليزية)
- سارا فليتشير على موقع كينوبويسك (الروسية)